# Ejike Uzoenyi
Christantus Ejike Uzoenyi (* 23. März 1988 in Aba) ist ein nigerianischer Fußballspieler. Er nahm an der Fußball-Weltmeisterschaft 2014 teil.

## Karriere

### Verein
Uzoenyi spielte bis 2013 in seiner Heimat beim Enyimba FC und den Enugu Rangers. 2013 wurde er an Stade Rennes ausgeliehen.  2014 wechselte er nach Südafrika zu den Mamelodi Sundowns, die ihn gleich wieder an seinen alten Klub Enugu Rangers ausliehen. Nach weiteren Stationen in Südafrika bei den Bidvest Wits und Ajax Cape Town schloss er sich 2020 dem bosnischen Zweitligisten FK Zvijezda 09 an.
Seit 2021 ist Uzoenyi wieder für die Enugu Rangers aktiv.

### Nationalmannschaft
Für die Nationalmannschaft debütierte er am 9. Juni 2012 beim 1:1-Sieg im WM-Qualifikationsspiel gegen Malawi. Er nahm am Afrika-Cup 2013 teil. Im Halbfinalspiel gegen Mali wurde er in der 72. Spielminute für Brown Ideye eingewechselt.
Bei der Afrikanischen Nationenmeisterschaft 2014 erzielte Uzoenyi drei Tore und wurde zum wertvollsten Spieler des Turniers gewählt.
Für die Weltmeisterschaft 2014 in Brasilien wurde er zunächst nicht in den nigerianischen Kader berufen. Aufgrund einer Verletzung von Elderson Echiéjilé vier Tage vor Turnierbeginn wurde Uzoenyi von Nationaltrainer Stephen Keshi nachnominiert.
Beim 1:0-Sieg im Gruppenspiel gegen Bosnien-Herzegowina kam er zu einem Einsatz, als er in der 75. Minute für Michel Babatunde eingewechselt wurde.

## Erfolge und Auszeichnungen
- Nigerianische Meisterschaft: 2005, 2007
- Nigerianischer Pokalsieger: 2005
- Südafrikanische Meisterschaft: 2016, 2017
- Nedbank Cup: 2015
- CAF Champions League: 2016
- Afrika-Cup: Afrika-Cup 2013
- Afrikanische Nationenmeisterschaft 2014: Wertvollster Spieler